# Torneo de Ostrava 2022
El AGEL Open 2022 fue un torneo femenino de tenis se jugó en pistas cubiertas duras. Se trató de la 3.ª edición, como parte del calendario de torneos wta 500 de la WTA Tour 2022. Se llevó a cabo en Ostrava (República Checa) del 3 al 9 de octubre de 2022.

## Distribución de puntos
| Modalidad           | Campeona | Finalista | Semifinales | Cuartos de final | 2ª ronda | 1ª ronda | Clasificadas | 3ª ronda de clasificación | 2ª ronda de clasificación | 1ª ronda de clasificación |
| Individual femenino | 470      | 305       | 185         | 100              | 55       | 1        | 25           | 18                        | 13                        | 1                         |
| Dobles femenino     | 470      | 305       | 185         | 100              | -        | 1        | -            | -                         | -                         | -                         |

## Cabezas de serie

### Individuales femenino
| Tenista             | Ranking | Preclasificada |
| Iga Świątek         | 1       | 1              |
| Paula Badosa        | 3       | 2              |
| Anett Kontaveit     | 4       | 3              |
| María Sákkari       | 7       | 4              |
| Daria Kasatkina     | 11      | 5              |
| Belinda Bencic      | 14      | 6              |
| Beatriz Haddad Maia | 15      | 7              |
| Jeļena Ostapenko    | 17      | 8              |

- Ranking del 26 de septiembre de 2022.

### Dobles femenino
| Tenista                           | Ranking | Preclasificada |
| Desirae Krawczyk Demi Schuurs     | 27      | 1              |
| Anna Danilina Beatriz Haddad Maia | 43      | 2              |
| Alicja Rosolska Erin Routliffe    | 71      | 3              |
| Ulrikke Eikeri Tereza Mihalíková  | 98      | 4              |

## Campeonas

### Individual femenino
Barbora Krejčiková venció a  Iga Świątek por 5-7, 7-6(4), 6-3

### Dobles femenino
Caty McNally /  Alycia Parks vencieron a  Alicja Rosolska /  Erin Routliffe por 6-3, 6-2